# Monastère Notre-Dame-de-la-Sainte-Espérance
Le  monastère Notre-Dame-de-la-Sainte-Espérance est un monastère bénédictin situé dans la région Champagne-Ardenne (France), à Mesnil-Saint-Loup, petite municipalité rurale d'environ cinq cents habitants, aux portes du pays d'Othe. Il fait partie de la congrégation bénédictine du Mont-Olivet.

## Histoire
Situé au cœur d’un village de l’Aube, Mesnil-Saint-Loup, le monastère naît de la vocation d’un curé du XIXe siècle, l’abbé Ernest André (1826-1903), à la vie bénédictine. Ce prêtre a d’abord suscité dans sa petite paroisse (300 habitants, quand il y est nommé en 1849) un renouveau de la vie chrétienne, étayé par une forte dévotion à la Vierge Marie, invoquée sous le nom de Notre-Dame de la Sainte-Espérance ; cette dénomination et le culte marial qui s’y rattache sont autorisés par le pape saint Pie IX en 1852. 
Une dizaine d’années plus tard, l’abbé André laisse rejaillir en lui l’intuition de la vie monastique qu’il a perçue dans sa jeunesse. Avec l’accord de l’évêque de Troyes et la participation d’un autre prêtre du diocèse, une communauté religieuse vivant sous la règle de saint Benoît est fondée le 30 novembre 1864 au presbytère du village. 
La décennie suivante est marquée par un relatif affermissement en nombre (cinq moines en 1874) et des tentatives non abouties de rattachement à des congrégations bénédictines existantes, à la Pierre-qui-Vire d’abord, puis à Solesmes. Le monastère, lui, commence à être édifié au pied de l’église paroissiale en 1872. C’est finalement la congrégation italienne des bénédictins de Sainte-Marie du Mont-Olivet, dits olivétains (Monte Oliveto Maggiore, qui en est le centre, se situe à 35 km au sud de Sienne), qui accueille la petite communauté auboise en son sein, le 5 août 1886. Le fondateur du monastère, Ernest André, connu comme moine sous le nom de père Emmanuel, en est nommé abbé, à titre personnel, en 1892. Il s’éteint le 31 mars 1903, en pleine crise des expulsions des religieux, à la suite de la loi du 1er juillet 1901, alors que le monastère est placé en liquidation judiciaire et la communauté dispersée. 
Répartis dans le clergé du diocèse de Troyes, les moines se regroupent après la Première Guerre mondiale sous l’impulsion de Dom Bernard Maréchaux, et le monastère de Mesnil-Saint-Loup rouvre officiellement ses portes en 1926. En 1939, il établit une dépendance comme maison d’études pour les jeunes moines à Cormeilles-en-Parisis (95), auprès d’une communauté de sœurs oblates régulières de Sainte Françoise Romaine. Après guerre, en 1948, à l’initiative de Dom Paul-Marie Grammont, prieur puis abbé, le centre de gravité de la communauté du Mesnil et de Cormeilles se déplace en Normandie, dans la célèbre abbaye du Bec-Hellouin, rendue par l’!État à sa destination d’origine après 150 ans de vacance et d’occupation par la cavalerie (le dépôt de remonte ferme ses portes en 1938). À Mesnil-Saint-Loup, le monastère-source, sans être délaissé, est alors mis en sommeil. C’est en 1976 que la communauté du Bec redonne vie à sa maison-mère par l’envoi de frères, dans le même élan qui la porte à fonder en cette même année une présence à Jérusalem, à l’abbaye Sainte-Marie de la Résurrection d’Abu-Gosh. 

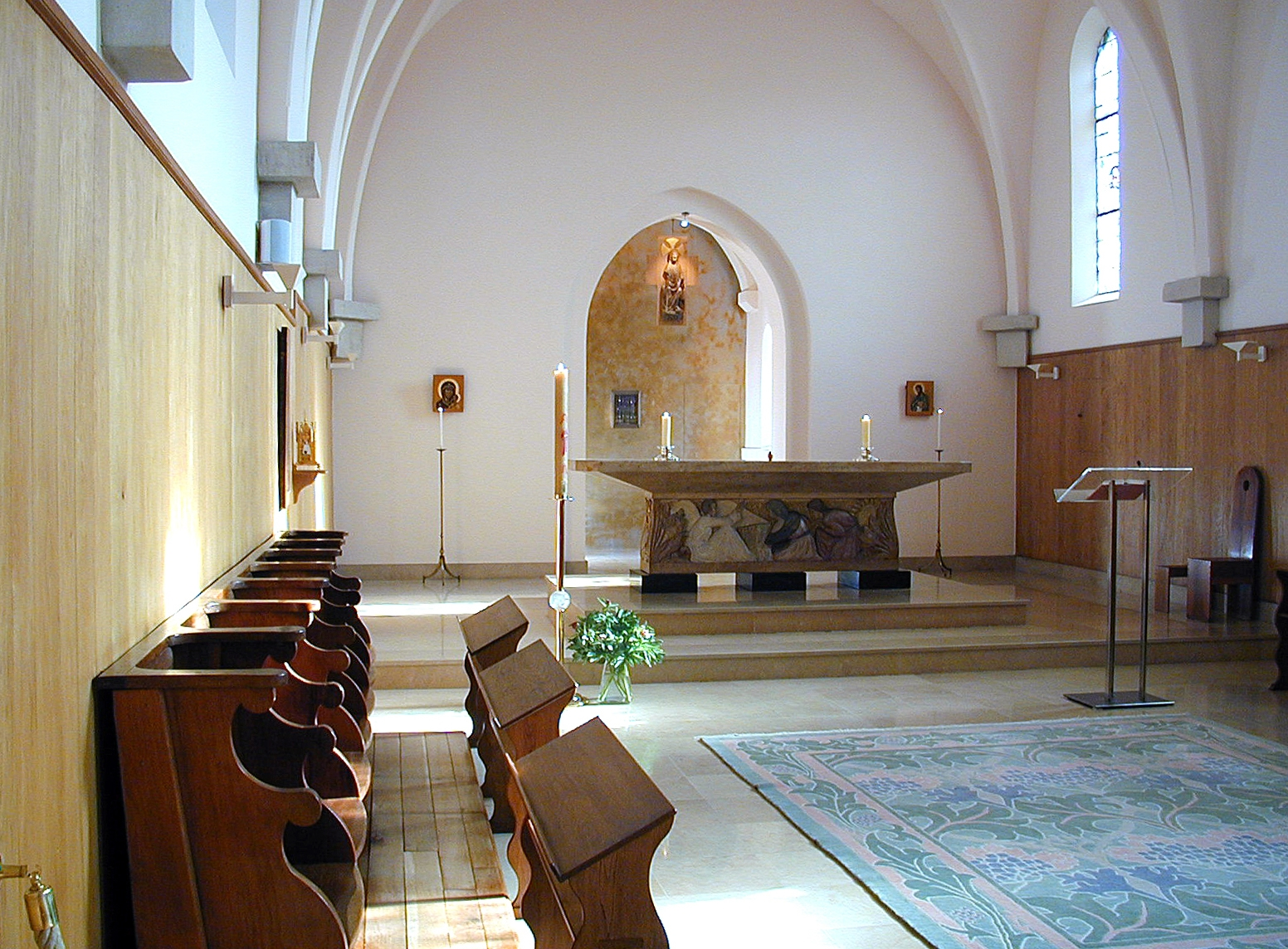
La chapelle du monastère.

La communauté de Mesnil-Saint-Loup se constitue aujourd’hui de quelques moines dont deux animent une cella monastique (maison dépendante) à Moustier-en-Fagne, dans l’Avesnois, à la frontière belge (59). Le monastère, nonobstant ses liens de filiation avec l’abbaye du Bec, est une communauté indépendante, relevant directement de l’abbé général des Olivétains, à Monte Oliveto Maggiore ; elle dispose du noviciat, la formation y est donc assurée sur place. Sans lien organique avec la paroisse du lieu, elle s’adonne au cœur de ce village à la vie conventuelle contemplative, assurant sept offices par jour, accueillant dans son hôtellerie groupes et retraitants individuels ; les moines offrant également, dans la mesure des possibilités, un accompagnement spirituel à ceux qui en font la demande. Ils gèrent aussi leur importante bibliothèque de 60 000 ouvrages environ, ouverte aux lecteurs sur requête adressée au frère bibliothécaire, et contenant essentiellement les collections théologiques et de sciences religieuses, un fonds important d’ouvrages consacrés à la Russie, ainsi qu’un fonds d’histoire locale du département de l’Aube ; cette bibliothèque s’est en effet enrichie en 1997 des livres provenant de l’ancien séminaire diocésain de Troyes et déposés en son sein à la demande de l’évêque de la ville. 
Ora et labora, prie et travaille. Outre les tâches déjà évoquées, l’activité matérielle de la communauté de Notre-Dame de la Sainte-Espérance consiste depuis 1985 en une production artisanale de vaisselle en faïence décorée ou unie : plats, assiettes, bols, saladiers…, non fabriqués sur place, sont émaillés, peints à main levée et cuits par deux des frères. En outre, depuis 2017, la communauté a mis en place une activité éditoriale, afin de partager aux lecteurs ses passions tant pour le monde de l’Est, Russie au premier chef, que pour tout ce qui touche à la spiritualité, dans une symbiose avec ce qu’elle reçoit comme héritage de son histoire et de ses hôtes et amis. Témoigne de ce désir d’ouverture, le nom du nouveau lieu de déploiement de l’action du monastère : les Éditions des Quatre Vivants.  